# Anne-Sophie Mathis
Anne-Sophie Mathis (født 13. juni 1977 i Nancy i Frankrig) er en fransk tidligere kvindelig professionel bokser. Hun har været verdensmester fire gange (WBA, WBIF, UBC og WBC). Mathis har tabt mod norske Cecilia Brækhus to gange: 22. september 2012 og 1. oktober 2016 (i Oslo Spektrum) til stævnet kaldet The Homecoming.

## Meritter
- 27 sejre heraf 23 på knockout, 1 uafgjort og 5 nederlag.[2]